# El príncep d'Egipte
El príncep d'Egipte és una pel·lícula estatunidenca d'animació de 1998 produïda per DreamWorks Animation. La pel·lícula és una adaptació del Llibre de l'Èxode i segueix la vida de Moisès des de que era un príncep d'Egipte fins al seu destí final dirigint la sortida dels esclaus hebreus d'Egipte.
Ha estat doblada al català.

## Repartiment
(veus originals)
- Val Kilmer com a Moisès
- Ralph Fiennes com a Ramsès II
- Michelle Pfeiffer com a Sèfora
- Sandra Bullock com a Miriam
- Jeff Goldblum com a Aaron
- Danny Glover com a Jetró
- Patrick Stewart com a Seti I
- Helen Mirren com a Tuya
- Steve Martin com a Hotep
- Martin Short com a Huy
- Ofra Haza com a Joquèbed
- Bobby Motown com a Amenherjepeshef